# Luncke Ridge
Luncke Ridge är en bergstopp i Antarktis. Den ligger i Östantarktis. Australien gör anspråk på området. Toppen på Luncke Ridge är 111 meter över havet, eller 109 meter över den omgivande terrängen. Bredden vid basen är 15,6 km.
Terrängen runt Luncke Ridge är platt västerut, men österut är den kuperad. Terrängen runt Luncke Ridge sluttar västerut. Trakten är obefolkad. Det finns inga samhällen i närheten. 